# Joseph Tchao Kokou
 (janvier 2023).
Joseph Tchao Kokou, né le 1er janvier 1990 à Kpalimé, est un footballeur togolais, évoluant à l'Association sportive de la Kozah Football Club .

## Carrière
Il est membre de l'équipe nationale de football du Togo. Il obtient sa première convocation en juin 2006 pour la qualification des Eperviers à la Coupe d'Afrique des Nations 2008. Il prend part au Tournoi UEMOA 2007.